# Chamaegerinae
Chamaegerinae je podtribus glavočika,  dio tribusa Astereae. Postoje dva roda iz Azije sa ukupno 6 vrsta.

## Rodovi
1. Chamaegeron Schrenk., 4 vrste
2. Lachnophyllum Bunge, 2 vrste